# Sportökologie
Die Sportökologie beschäftigt sich mit den Auswirkungen des Sportbetriebs auf Natur und Umwelt.

## Umweltpolitische Grundsätze des deutschen Sportbundes
Sport, Bewegung und Spiel sind wesentliche Elemente des menschlichen Daseins. Natur und Umwelt sind die Grundlagen des Lebens. Sie zu pflegen und zu erhalten liegt auch in der Verantwortung des Sports. Es nimmt sie wahr im Sinne der Agenda 21 der Konferenz der Vereinten Nationen für Umwelt und Entwicklung in Rio de Janeiro 1992 und gemäß der Verpflichtung, der sich das Internationale Olympische Komitee verschrieben hat.
Sport in Sportstätten und in der freien Natur ist eine wesentliche Voraussetzung körperlicher Leistungsfähigkeit, bietet Ausgleich für Bewegungsarmut, fördert gesellschaftliche und soziale Lebensfreude und ist besonders auch für Jugendliche ein Element erfüllter Freizeit.
Unsere Gesellschaft beansprucht heute die Lebensgrundlage Natur und Umwelt übermäßig. Die belastenden Faktoren gehen global weit über den Einfluss des Sports hinaus. Die Auswirkungen auf Luft, Wasser und Landschaft beeinträchtigen aber auch den Sport. Es hat somit ein ureigenes Interesse, zur allgemeinen Umweltvorsorge beizutragen.
Für den Deutschen Sportbund ist es ein wichtiges Ziel, die Lebensgrundlagen und damit die Voraussetzungen für eine weit gefächerte Sportausübung in Natur und Landschaft dauerhaft zu sichern. Sportliche Ansprüche orientieren sich daran, dass die gleichen Möglichkeiten auch künftigen Generationen erhalten bleiben.

## Landschaftsverbrauch
Alle Sporteinrichtungen benötigen Fläche und verbrauchen somit Landschaft. 1921 kam im Durchschnitt auf 80.000 Einwohner nur je ein Sportplatz. 1929 legte Carl Diem ein Sportplatz-Gesetz vor, in dem jedem Einwohner eine 3 m² große Sportfläche zur Verfügung gestellt werden sollte. Dieser Wert lag weit unter den Berechnungen anderer Wissenschaftler, die bis zu 5 m² pro Kopf forderten. Jedoch wurde Diems Gesetzesentwurf zu dieser Zeit nicht angenommen.
Erst mit dem wirtschaftlichen Aufstieg nach dem Zweiten Weltkrieg kamen zunehmend Zivilisationserkrankungen auf Grund von Bewegungsmangel auf, und das machte auf das Fehlen geeigneter Sportflächen aufmerksam. 1960 verabschiedete dann schließlich die Deutsche Olympische Gesellschaft den Goldenen Plan, der auf Basis Diems geforderter 3 m² pro Kopf entstanden war. Von da an gaben Bund und Länder bis 1975 17,4 Mrd. Mark aus.
Heute gibt es in der Bundesrepublik ca. 80.000 Sportplätze und Sporthallen. Ihre Gesamtfläche beträgt etwa 230 km².
Dagegen lassen sich die Flächen, die von anlageungebundenen Sportarten beansprucht werden, nur schwer quantifizieren. Hierzu zählen insbesondere die Wassersport- und Wintersportarten, bei denen nicht nur die vorzuhaltene Infrastruktur zu berücksichtigen ist, sondern der gesamte Landschaftsraum, der für die Dauer der Nutzung beansprucht wird.
Bei den anlagegebundenen Sportarten werden besonders Golfplätze wegen des hohen Flächenverbrauchs kritisiert. Für eine durchschnittliche Golfanlage mit 18 Spielbahnen inklusive infrastruktureller Einrichtungen (Parkplatz, Clubhaus) werden 60 bis 80 ha Flächenbedarf kalkuliert. Bei derzeit ca. 700 Golfplätzen in Deutschland (davon ungefähr ein Drittel mit weniger als 18 Spielbahnen) errechnet sich ein Gesamtverbrauch von ca. 400 km². Allerdings ist dabei zu berücksichtigen, dass die Fläche zu etwa 75 % naturbelassen bleibt (siehe Golfplatz, ökologische Aspekte).

## Beeinträchtigungen von Lebensräumen und Lebensgemeinschaften
Durch sportliche Aktivitäten werden Natur und Landschaft verändert, Arten- und Lebensgemeinschaften beeinträchtigt. Besonders konfliktträchtig sind Entwicklungsvorhaben in sensiblen Landschaftsräumen, so z. B. Aufstiegshilfen oder Planierungsarbeiten beim Pistenbau. Diese Eingriffe können die empfindliche Ökologie irreparabel schädigen, die Flächen sind dann der Erosion schutzlos ausgeliefert.
Ein erheblicher Eingriff in die Natur kann auch der Bau eines Golfplatzes sein, etwa durch Abgrabungen oder Aufschüttungen zur Geländemodellierung. Bei unsachgemäß ausgeführten Bauarbeiten kann es zu irreversiblen Verdichtungen des Erdreichs kommen. Dies kann, wie auch der Einbau ungeeigneter Drainagesysteme, den Grundwasserhaushalt der Umgebung negativ beeinflussen.
Eine vermeidbare Beeinträchtigung der Natur stellen Aktivitäten dar, die nicht im Einklang mit gesetzlichen Bestimmungen stehen wie z. B. das Befahren von Gewässern innerhalb von Brutzeiten oder das Skifahren abseits der Pisten. Diese sportlichen Betätigungen können bewirken, dass Vögel ihre Brut verlassen, das junge Bäume absterben, oder das Wildarten aufgescheucht werden – Probleme, die auch bei als naturnah geltenden Sportarten wie Orientierungslauf, Drachensteigen oder Bergsteigen auftreten.
Ein weiterer Aspekt ist auch die zunehmende zeitliche Ausdehnung der Nutzung. So wird die Skisaison auf Grund von Skikanonen weiter nach vorne und hinten ausgeweitet. Außerdem werden die Almen zunehmend für den Wandersport und das Mountainbiking genutzt. Häufig stimmt auch die Zeit, in der bestimmte Sportarten ausgeübt werden, mit der Zeit besonders empfindlicher Lebensvorgänge überein. So stört Langlaufen am Ende des Winters die Auerhahnbalz und Kajak fahren zur Zeit der Schneeschmelze die Brutzeit der Wasservögel.

## Umweltverschmutzung
Neben dem Benutzen der natürlichen Ressourcen ist auch die Anreise dorthin ein ökologisches Problem. Die Besucher reisen mit verschiedensten Transportmitteln wie PKW oder Motorrad an und benötigen dafür eine gewisse Infrastruktur. Außerdem werden Schadstoffe emittiert. Da viele sportliche Wettkämpfe Massenveranstaltungen sind, ist auch die Last, die durch den Abfall entsteht, nicht außer Acht zu lassen. Diese Probleme sind jedoch nicht sportspezifisch.
Problematisch können auch die verwendeten Stoffe beim Bau von Sportanlagen sein. So werden für die Kunststoffbeläge der verschiedenen Tartanbahnen zum Teil giftige synthetische Stoffe verwendet. Vor allem in Nordrhein-Westfalen wurde bis 1991 für den Bau von Sportstätten dioxinverseuchte Schlacke aus ehemaligen Kupferhütten benutzt.
Sportler benötigen für das Ausüben ihres Sports viele Ausrüstungsgegenstände. In Deutschland gibt es 26 Millionen Vereinssportler und noch mal 10 Millionen geschätzte nicht organisierte Sporttreibende. Diese 36 Millionen Sportler benötigen jeweils mehrere Ausrüstungsgegenstände, die gegebenenfalls jährlich ersetzt werden. So werden in Deutschland jährlich 20 Millionen Paar Sportschuhe verkauft, 25 Millionen Tennisbälle, 4,8 Millionen Golfbälle und 670.000 Paar Skier.

## Ursachen
Sport hat sich über die Jahre zu einer populären Beschäftigung für eine immer breiter werdende Schicht entwickelt. Waren es früher nur die reicheren Schichten, die es sich leisten konnten Zeit und Geld in einen Sport zu investieren, so fahren heute sehr viel mehr Leute in einen Sporturlaub oder integrieren den Sport in ihren Alltag. Dafür werden immer mehr Anlagen gebaut und immer größere Flächen benötigt.
In der heutigen Arbeitswelt haben sich kürzere Arbeitszeiten durchgesetzt. Damit übertrifft heutzutage die Freizeit die Arbeitszeit, und die Mobilität ist ebenfalls deutlich höher als früher. Die körperlich leichter gewordene Arbeit kann auch einen Mangel an ausreichender Bewegung zur Folge haben.

## Lösungsansätze
Fahrten ins Umland können reduziert werden, wenn man in den großen Ballungszentren attraktive Sportmöglichkeiten einrichtet.
Einige Sportarten wurden zur Minimierung von Umwelteinwirkungen weiter entwickelt. So hat sich im Verlauf weniger Jahre dem klassischen Golf die weniger landschaftsverbrauchende Variante Swingolf hinzugesellt.
Die Sportverbände sind zunehmend sensibilisiert und beraten ihre Aktiven im Hinblick auf mögliche Vermeidung oder Minimierung von Umweltbeeinträchtigungen.
Es gibt Bestrebungen, Sportlern die Nutzung knapper Naturräume und Flächen, in denen sich gefährdete Arten befinden, durch spezielle Lenkungskonzepte zu ermöglichen. So gibt es viele Sportarten, die durch Auferlegung bestimmter Regularien und Restriktionen anstatt auf naturzerstörende Weise, auf naturschonende Weise ausgeführt werden. Besonders gefährdete Gebiete werden jedoch komplett für Sport und Freizeit gesperrt.
Andererseits gibt es Regionen, die fast gänzlich vom Tourismus leben. In Österreich gibt es zum Beispiel in vielen Gebieten kaum einen Arbeitsplatz, der nicht in der einen oder anderen Form von Touristen, die zum Skifahren kommen, abhängt. Ein weitgehendes Sportverbot scheint daher nicht durchsetzbar, insoweit sollte in jedem Einzelfall ein vernünftiger Kompromiss gesucht werden.